# Всерусийска политическа партия „Родина“
Всерусийска политическа партия „Родина“ (на руски: Всероссийская политическая партия «Родина») е дясна националистическа политическа партия в Русия.
Основана е през 2003 г. от служителя в администрацията на президента Владимир Путин Дмитрий Рогозин. През 2006-2012 година прекъсва съществуването си, след което е възстановена и оглавена от проправителствения депутат Алексей Журавльов. На изборите през 2016 г. получава 1,5% от гласовете и 1 от 450 депутатски места.